# Немачка 21. оклопна дивизија
Немачка 21. оклопна дивизија је била немачка оклопна дивизија која је била запажена по својој улози у Северно-афричкој кампањи 1941—1943. године током Другог светског рата.

## Настанак
Ова немачка оклопна дивизија је првобитно формирана почетком 1941. године у Африци као 5. лака дивизија или 5. лака дивизија „Африка“. Била је сачињена од различитих мањих јединица које су на брзину упућене у северну Африку како би помогле италијанским савезницима.
Јединице које су чиниле ову дивизију биле су првобитно намењене за формирање 3. оклопне дивизије која је требало да буде упућена северну Африку у лето 1940. године. Прва јединица која је ушла у састав дивизије био је 39. против-тенковски батаљон. Радило се о моторизованој јединици која је била опремљена полугусеничарима и камионима за вучу тешке опреме, укључујући и 9 против-тенковских топова ПаК 36 калибра 37 mm и два против-тенковска топа ПаК 50 калибра 50 mm. Оклопну компоненту дивизије чинио је 5. оклопни пук који је изузет из 3. оклопне дивизије. 5. оклопни пук био је наоружан са 20 тенкова Панцер IV, 75 тенкова Панцер III, 45 тенкова Панцер II и 25 тенкова Панцер I модел Б међу којима се налазио и значајан број командних возила – упркос импозантном броју тенкова пук није био у пуном саставу. Пешадијску компоненту чинио је 200. стрељачки пук, док је артиљерију дивизије чинио 75. артиљеријски пук. Штабно особље је у потпуности преузето од 3. оклопне дивизије, укључујући и начелника штаба мајора Хаузера и обавештајног официра хауптмана фон Клугеа.
Формација је званично произведена у дивизију 18. фебруара 1941. године, а њен први командант је био носилац Витешког крста генарал-мајор Штреих, који је успешно командовао 15. оклопним пуком током Француске кампање 1940. године. До тада је већина јединица из састава дивизије већ била пребачена у Триполи али су последњи тенкови стигли северну Африку тек 11. марта, због чега нису били ангажовани у првим окршајима са Британцима.
На почетку борбених дејстава у Северној Африци 5. лака дивизија није имала предвиђени број тенкова. Дивизија је имала укупно 150 тенкова од којих је само 130 имало борбену вредност док су остатак углавном чинили командни и извиђачки тенкови.
Упркос спором прикупљању снага, због тога што су сва појачања Вермахта била упућивана на Источни фронт, 5. лака дивизија је до септембра 1941. године комплетирана до пуног састава дивизије и преименована је у 21. оклопну дивизију.

## Северна Африка

### 1941.
Још увек под именом 5. лака дивизија, јединица није имала пуно среће у првим окршајима са Британском армијом. Британске јединице су 21. јануара 1941. године заузеле Тобрук што је довело британског генерала О'Конора у ситуацију да одсече и уништи италијанске снаге на Киренајки и настави са наступањем ка Триполију, који је представљао главну базу снабдевања Сила Осовине, а чији губитак би значио крај њиховог присуства у Северној Африци.
Потупни пораз снага Сила Осовине у Северној Африци избегнут је само захваљујући томе што је британски главнокомандујући Арчибалд Вејвел наредио О'Конору да заустави своје снаге због одмора и попуне због чега је даље наступање одложено за две недеље. Британци су наставили са даљим наступањем 4. фебруара, а Бенгази и Беда Фром су упркос одлучном отпору немачке 21. оклопне дивизије пали 7. фебруара. 8. фебруара пала је и Ел Агеила. Међутим, британски напори да с северна Африка очисти од немачких и италијанских снага били су ометени деловањем британске владе која је одговарајући на молбу Грчке владе за помоћ, повукла значајан део пустињских снага и упутила их у Грчку због чега су обустављене даље британске операције у Либији. Привремено затишје на фронту у Северној Африци омогућило је немачким и италијанским снагама да консолидују своје радове и да се припреме за наставак сукоба.
Дана 2. марта 1941. године северну Африку су стигле прве немачке јединице опремљене чувеним против-авионским топовима калибра 88 mm чиме је ватрена моћ прешла на страну Немаца.
Иако је командант Немачког Афричког корпуса, Ервин Ромел имао изричито наређење да његове јединице морају бити у дефанзиви, одважни немачки командант одлучио се за напад. 31. марта 5. лака дивизија прешла је у офанзиву постигавши невероватан успех и натеравши Британце на повлачење које ће се у априлу окончати на египатској граници након пређених 600 mi (970 km).
Расуло у Британкој армији проузроковано је променама у ланцу командовања. Генерала О'Конора заменио је генерал Филип Ним (носилав Викторијиног крста), официр одличне репутације, али без искуства у пустињском ратовању. Такође, прекаљена британска 7. оклопна дивизија замењена је новоформираном 2. оклопном дивизијом.
Након што је званично преименована у 21. оклопну дивизију, јединица није имала нарочитог успеха до краја рата. Британци су покренули Операцију Крусејдер и успели да истерају Ромела из Ел Агејле и поново окупирају Киренајку. Током ових борби, 29. новембра припадници новозеландске 2. пешадијске дивизије заробили су команданта немачке 21. оклопне дивизије генерала Равенштајна. Био је то први немачки генерал који је заробљен у Другом светском рату. Иако јој се након повлачења на почетне положаје придружила немачка 90. лака дивизија, формирана од разних мањих јединица, немачке снаге на овом ратишту су и даље биле прилично слабе.

### 1942.
У првим месецима 1942. године логистичка ситуација сила Осовине се знатно поправила. Захваљујући сталним ваздушним нападима на Малту, све већи број немачких и италијанских транспортних бродова успевао је да се пробије д северно Африке.
Британска операција Акробат је требало да потисне Немачки Афрички корпус све до Триполија, али је изненадна Ромелова офанзива затекле Британце неспремним и потиснула их са Киренајке. Немачке јединице су 3. фебруара избиле пред Дерну, а 21. оклопна дивизија је предводила напад. Само неколико дана раније 30. јануара 1942. године именован је нови командант дивизије генерал-мајор Георг фон Бизмарк. Уследили су нови успеси. 5. јуна освојена је Газала, а током тешких борби 20-21. јуна 21. оклопна дивизија је, заједно са 90. лаком дивизијом и тек пристиглом 15. оклопном дивизијом пробила ценар британске одбране око Тобрука и заробила скоро 35.000 британских војника. Након овог пораза британска армија почела је са одступањем. Тешке борбе имале су велику цену. Немачка 15. и 21. оклопна дивизија су спале на 44 борбено способна тенка, а 4/5 транспортних возила је заробљено током преласка у Египат.
Британци су припремили нову одбрамбену линију код Мерса Матруха, али је Ромел 26. јуна ангажовао 21. оклопну дивизију која је пробила британску одбрану и потиснула Британце све до Ел Аламејна.
Дана 3. јула снажан британски отпор зауставио је даље Ромелово напредовање. 31. јула британци су одбили снажан бочни напад 21. оклопне дивизије у бици код Алам Халфе. Током читавог низа окршаја у овом рејону, у августу 1942. године од минобацачке ватре погинуо је командант дивизије фон Бизмарк. Команду над дивизијом преузео је пуковник Ц. Х. Лунгерхаусен све до доласка генерал-мајора Хајнца фон Рандова који је стигао 18. септембра.
Ел Аламејн је био почетак краја немачког успеха у Северној Африци. Немачке снаге које више нису могле да рачунају на нова појачања упустиле су се у исцрпљујући рат који нису имале шансе да добију. Британци су сада били опремљени новим тенковима америчке производње М4 Шерман који су имали топове калибра 75 mm који су били у стању да пробију оклоп било ког немачког тенка.
Дана 23. октобра почела је нова британска офанзива познатија као друга битка код Ел Аламејна. Немци су надвладани, а 21. оклопна дивизија је до новембра спала на само 7 тенкова. Током повлачења у Тунис, 21. оклопна дивизија штитила је одступницу немачким снагама.
Дана 21. децембра погнуо је тадашњи командант дивизије, генерал-мајор фон Рандов.

### 1943.
По приспећу у Тунис, 21. оклопна дивизија престала је да постоји као самостална јединица и подељена је у борбене групе Фајфер и Грун. Имена борбених група су касније промењена у Стенкоф и Шуте.
Последњи оперативни успех у Африци био је у фебруару 1943. када су постигле успех у сукобу са америчким јединицама код Касеринског пролаза.
Генерал-мајор фон Хулсен предао се са остацима дивизије 13. маја 1943. год.

## Поновно формирање
Дивизија је поново формирана у Француској 15. јула 1943. године где је остала на рехабилитацији и гарнизонским дужностима све до савезничког искрцавања у Нормандији где је била једина немачка оклопна дивизија која је ступила у борбу првог дана инвазије. Нови командант дивизије био је генерал-мајор Едгар Фихтингер. Фихтингер је пре постављења на чело дивизије провео 14 месеци на Источном фронту командујући 227. артиљеријским пуком (са коњском вучом) и није имао никакво искуство у командовању оклопним јединицама. Именовање за команданта 21. оклопне дивизије могао је да захвали само својим одличним везама у нацистичкој партији.
Формирана углавном од окупационих јединица, као брзо покретна дивизија способна да се супротстави брзо покретној инвазионој армији, због чега је била позната и под називом Брза дивизија „Запад“, била је опремљена тенковима, полу-гусеничарима, самоходном артиљеријом и камионима.
Једина јединица која је била специјално формирана за дивизију био је 305. армијски против-авионски пук. 1. батаљон ове јединице био је сачињен од четири чете у потпуности опремљене самоходним против-авионским топовима калибра 88 mm и две чете наоружане против-авионским топовима калибра 20 mm, такође постављеним на полу-гусеничаре. 2. и 3. батаљон били су опремљени самоходним хаубицама типа Хумел калибра 150 mm. Тенковско наоружање углавном су чинили заробљени француски и чешки тенкови (читав један тенковски батаљон био је наоружан са 80 застарелих тенкова чешке производењ) који је требало да буду замењени са три чете од по 22 тенка Панцер III, по батаљону и једном четом од 22 тенка Панцер IV. Овај трансфер није изврешн све до почетка маја 1944. године а и тада су дивизији стављени на располагање само 17 тенкова Панцер III и 14 тенкова Панцер IV.
Као и у Северној Африци, дивизија је и у Нормандији била под командом фелдмаршала Ервина Ромела, који је био одговоран за одбрану француске и холандске обале.

## Нормандија

### 1944.
Немачки фелдмаршал Ромел је веровао да инвазија мора да буде заустављена на самој обали, али се његов претпостављени фон Рундштет и Хајнц Гудеријан нису слагали са његовим становиштем. Хитлер је посредовао у овом сукобу што је довело до компромиса. Оклопне дивизије позициониране су недовољно близу обале, као што је Ромел захтевао, али и недовољно дубоко у копну, како је фон Рундштет предлагао. У складу са тим, 21. оклопна дивизија позиционирана је у близини Каена, у британској зони искрцавања.
Први дан савезничког искрцавања 21. оклопна дивизија дочекала је без свог команданта којег је искрцавање затекло у јефтином борделу у Паризу. По повратку у јединицу Фихтингер је одбио захтев генерал-пуковника Вилхелма Рихтера да притекне у помоћ његовој 716. пешадијској дивизији која је водила тешке борбе са британским и канадским снагама на обали. Фихтингер је сматрао да без изричитог наређења врховне команде не сме предузети ни један корак. Када се коначно одлучио за напад, Фихтингер је своју 21. оклопну дивизију ангажовао у борби против британске 6. падобранске дивизије која је извршила ваздушни десант у области удаљеној од зоне искрцавања, уместо да је покушао да сузбије савезнички мостобран на обали Ламанша. Генерал Маркс је преузео команду над дизијом тек око три сада поподне и отпочео је напад ангажујући 100. оклопни и 192. оклопно-гренадирски пук. Међутим, пре него што је напад почео 100. оклопни пук је већ изгубио 50 тенкова који су уништени у нападу из ваздуха. Још 16 тенкова уништено је пре него што је пук ступио у борбу са британским снагама. Увидевши да је ситуација безнадежна, командант пука, Херман фон Опелн-Брониковски опозвао је напад већ након 15 минута.
Дивизија је добила наређење да заустави напредовање британских и канадских снага које су наступале у правцу Каена. Дивизија је извршила напад на споју између британске 3. и канадске 3. дивизије и избила је на обалу Ламанша, у рејону Лион-сур-Мера али је због снажних напада из ваздуха била приморана да се повуче.
Ромел који је 6. јуна био на одсуству у Немачкој, преузео је 9. јуна команду над немачким снагама у Нормандији. Дивизија је груписана са неколико СС јединица и стављена је под команду Сепа Дитриха. Задатак ове групе био је да изврши контра-напад у правцу северозапада и да поврати Баје али се од плана одустало када је комплетан штаб дивизије погинуо у ваздушном нападу.
Последња озбиљна акција 21. оклопне дивизије на Западном фронту био је снажан отпор британској гардијској оклопној дивизији током Операције Блукоат, 1. августа 1944. год.
Преостали делови 21. оклопне дивизије углавном су уништени у џепу код Фалеза, а делови који су се извукли из окружења придружени су 16. Луфтвафе пољској дивизији.
У септембру 1944. године дивизија је поново формирана проширењем 112. оклопне бригаде са 100. оклопним пуком који је био опремљен са две чете тенкова Пантер и две чете тенкова Панцер IV. Ослабљена дивизија повлачила се са остатком немачких снага ка немачкој граници где је водила значајне одбрамбене битке код Епинала, Нансија и Меца у Сарској области. Затим је повучена на одмор и попуну у Кајзерслаутерн.

## Источни фронт

### 1945.
Дана 25. јануара 1945. године дивизија је реформисана у знатно ослабљену оклопну дивизију. Њен последњи командант био је пуковник Хелмут Золенкопф. Дивизија је била сачињена од само једног батаљона чију основу је чинио 22. оклопну пук. Био је сачиљен од једне против-авионске чете, две тенковске чете наоружане тенковима Пантер као и две чете наоружане тенковима Панцер IV. Последње забележено појачање дивизија је добила 9. фебруара 1945. године када је упућена на Источни фронт. Борила се са наступајућом Црвеном армијом у рејону Горлица, Сластка, Котбуса, наносећи јој тешке губитке. Исцрпљена и без борбено способних тенкова предала се Совјетима 29. априла 1945. године, дан пре него што ће Хитлер извршити самоубиство у бункеру у Берлину.

## Састав 21. оклопне дивизије (Јун 1944)
Командант: генерал-пуковник Едвард Фихтингер
- 22. оклопни пук (пуковник фон Опелн-Брониковски)
  - 1. оклопни батаљон
  - 2. оклопни батаљон
- 125. оклопно-гренадирски пук (мајор фон Лук)
  - 1. оклопно-гренадирски батаљон
  - 2. оклопно-гренадирски батаљон
- 193. оклопно-гренадирски пук (потпуковник Раух)
  - 1. оклопно-гренадирски батаљон
  - 2. оклопно-гренадирски батаљон
- 155. оклопни артиљеријски пук (пуковник Хухен)
  - 1. оклопни артиљеријски батаљон
  - 2. оклопни артиљеријски батаљон
  - 3. оклопни артиљеријски батаљон
- 21. оклопни извиђачки батаљом (мајор Валдов)
- 200. батаљон јуришних топова (мајор Бекер)
- 200. против-тенковски батаљон
- 200. оклопнои сигнални батаљон
- 220. оклопни инжењеријски батаљон (мајор Хоегл)
- 305. против-авионски батаљон (мајор Охленд)